# ロドリゴ・ブルーニ
ロドリゴ・ブルーニ（Rodrigo Bruni、1993年9月3日 - ）は、トップ14・アヴィロン・バイヨネに所属するラグビーユニオン選手。

## プロフィール
- アルゼンチン・タンディル出身。
- ポジションはナンバーエイト(No.8)。
- 身長 187cm、体重 110kg
- アルゼンチン代表キャップは7（2021年4月現在）でラグビーワールドカップ2019のアルゼンチン代表に選ばれた[1]。

## 略歴
2018年、ハグアレスに加入。
2020年、RCヴァンヌに加入。
2022年、CAブリーヴに加入。 
2023年、バイヨンヌに加入。